# سازاژویتسه
سازاژویتسه (به لهستانی:  Sadzarzewice) یک روستا در لهستان است که در گمینا گوبین واقع شده‌است.